# Paula Blanco i Barnés
Paula Blanco i Barnés (Tossa de Mar, Selva, 1984) és una actriu de teatre i televisió catalana, llicenciada en Art Dramàtic a l'Institut del Teatre de Barcelona, i graduada en Llengües i Literatures Modernes en l'especialitat de rus i polonès.
Com actriu ha treballat en diverses obres de teatre com La plaça del Diamant, El Rei Lear, al Centro Dramático Nacional o Paradisos oceànics i ha participat en les sèries de televisió Amar es para siempre, Merlí, Nit i dia, La Riera, Ventdelplà o Porca misèria, entre d'altres, en les pel·lícules Cerca de tu casa i Estiu 1993.